# Алан Чесні
Алан Чесні (англ. Alan Chesney, 28 квітня 1949) — новозеландський хокеїст на траві.
Олімпійський чемпіон 1976 року.